# Hoplodrina arenata
Hoplodrina arenata là một loài bướm đêm trong họ Noctuidae.